# Julius Yakubu Kundi
Julius Yakubu Kundi (* 15. Februar 1968 in Danladi, Bundesstaat Kaduna) ist ein nigerianischer Geistlicher und römisch-katholischer Bischof von Kafanchan.

## Leben
Julius Yakubu Kundi besuchte von 1985 bis 1987 das Kafanchan Teacher’s College. Von 1988 bis 1991 studierte er Philosophie am St. Thomas Aquinas Major Seminary in Makurdi und von 1992 bis 1996 Katholische Theologie am St. Augustine’s Major Seminary in Jos. Kundi wurde am 21. September 1996 zum Diakon geweiht und empfing am 14. Juni 1997 in der Kathedrale St. Joseph in Kaduna durch den Apostolischen Pro-Nuntius in Nigeria, Erzbischof Carlo Maria Viganò, das Sakrament der Priesterweihe für das Erzbistum Kaduna.
Kundi war zunächst als Pfarrvikar der Pfarrei St. Andrew in Kakuri tätig, bevor er 1998 als Fidei-Donum-Priester Pfarrer der Pfarrei St. Paul im Bistum Jalingo wurde. Am 5. Dezember 2000 wurde er in den Klerus des neu errichteten Bistums Zaria inkardiniert. 2003 wurde Julius Yakubu Kundi für weiterführende Studien nach Port Harcourt entsandt, wo er 2006 am Catholic Institute of West Africa ein Lizenziat im Fach Moraltheologie erwarb. Nach der Rückkehr in seine Diözese wurde er Pfarrer der Pfarrei St. Enda in Bassawa und Vizerektor des Kleinen Seminars St. Joseph. Von 2007 bis 2010 war Julius Yakubu Kundi Pfarradministrator der Kathedrale Christ the King in Zaria und Ökonom des Bistums Zaria. Ab 2009 war er zudem Generalvikar. 2010 wurde Kundi Subregens und 2014 schließlich Regens des Good Shepherd Major Seminary in Kaduna. Von 2016 bis 2017 wirkte er als Kaplan der Polizei in Zaria, bevor er Pfarrer der Pfarrei St. John in Muchia wurde. 2018 wurde Julius Yakubu Kundi in die USA entsandt, wo er als Pfarrvikar der Pfarrei Our Lady of the Lake in Lake Havasu City im Bistum Phoenix tätig war.
Am 12. Dezember 2019 ernannte ihn Papst Franziskus zum Bischof von Kafanchan. Der Apostolische Nuntius in Nigeria, Erzbischof Antonio Guido Filipazzi, spendete ihm am 20. Februar 2020 im New Kafanchan Township Stadium in Kafanchan die Bischofsweihe; Mitkonsekratoren waren der Erzbischof von Kaduna, Matthew Man-Oso Ndagoso, und der Erzbischof von Abuja, Ignatius Ayau Kaigama. Sein Wahlspruch Grace to the humble („Gnade für die Demütigen“) stammt aus Jak 4,6 .